# Yes Day
Pour plus de détails, voir Fiche technique et Distribution.
Yes Day est une comédie familiale réalisée par Miguel Arteta, sortie en 2021 sur Netflix, d'après un scénario et une histoire de Justin Malen, basé sur le livre pour enfants éponyme d'Amy Krouse Rosenthal (en) et Tom Lichtenheld, avec Jennifer Garner, Édgar Ramírez et Jenna Ortega.
Ce film reçut des critiques mitigées qui faisaient l'éloge du jeu des acteurs (en particulier de Jenna Ortega), mais décriaient l'écriture et l'humour. Ortega fut nommée aux Imagen Awards de 2021 pour le prix de la meilleure actrice dans un long métrage.

## Synopsis
Allison et Carlos sont un couple marié avec trois enfants : Katie l'aînée, Nando et la benjamine Ellie. Quand ils se sont rencontrés, ils étaient aventureux, aimaient prendre des risques et disaient oui à tout. En revanche, une fois leurs enfants nés, ils se sentent obligés de leur dire très souvent non pour les protéger.
Un soir, ils sont convoqués à l'école pour une réunion parents-professeurs où ils découvrent que Katie et Nando ont tous deux remis un devoir dans lequel ils décrivent leur mère comme une dictatrice. Allison se sent dépitée et frustrée que ses enfants la perçoivent ainsi, et dit à Carlos qu'il l'oblige à jouer le rôle du « méchant flic » avec eux. M. Deacon, un employé de l'école et père de six enfants, les entend par hasard et partage avec eux son secret pour assurer la paix et la discipline dans son foyer : il organise de temps en temps une « journée oui », où, pendant 24 heures, les parents ne peuvent pas dire non, dans les limites du raisonnable.
Ils présentent l'idée à leur famille, en leur disant que s'ils ne s'attirent pas d'ennuis, s'ils accomplissent leurs tâches quotidiennes et ont de bonnes notes, ils pourront avoir un Yes Day en récompense. Katie fait un pari avec sa mère, si celle-ci tient bon jusqu'à la fin de cette journée, elle ira avec elle au festival de musique Fleek Fest. Si sa mère n'y arrive pas, alors elle aura la permission d'y aller avec une amie, Layla. Les enfants se débrouillent pour obtenir un Yes Day et font une liste de cinq activités pour cette journée. La première comprend Ellie habillant ses parents avec des tenues farfelues pour, en plus de ne pas regarder d'écrans de toute la journée, aller commander un énorme dessert glacé à 40 $ qui sera gratuit s'ils le mangent en 30 minutes. Ils y arrivent grâce à la persévérance de Carlos, et doivent ensuite passer au lavage auto avec les fenêtres grand ouvertes.
La troisième activité est une compétition de capture de drapeaux, pour laquelle chaque membre de la famille dirige un groupe aux couleurs différentes, avec des personnes réunies sous un prétexte mensonger. Le but pour chaque équipe est de capturer tous les drapeaux, tout en balançant des ballons remplis de Kool-Aid sur leurs concurrents. Allison arrive à remporter cette compétition pour son équipe, gagnant l'admiration de ses enfants. Carlos, par contre, est tenté d'abandonner ce Yes Day, mais en fin de compte, il décide de continuer, ne pouvant supporter de décevoir sa famille.
Allison décide qu'ils iront pour leur quatrième activité au parc d'attraction Six Flags Magic Mountain, même si c'est plus loin que prévu. Quand Katie s'éloigne un peu, sa mère lit un texto de Layla sur le téléphone de sa fille disant qu'elles passeront toutes deux du temps avec des garçons plus âgés au Fleek Fest. Elle lui annonce alors que le pari est annulé et qu'elle ira au festival avec elle, et non avec Layla. Blessée, Katie part furieuse. En essayant de gagner un gorille en peluche rose pour se faire pardonner, Allison et Carlos se sont mis à se battre avec une visiteuse du parc et sont arrêtés par la police. Les enfants s'éclipsent en douce.
Katie va au Fleek Fest avec Layla, mais se sent vite mal à l'aise avec des garçons plus âgés et son amie l'abandonne là. Nando organise une fête geek à la maison comme dernière activité et grand événement final, mais cela part en vrille et devient incontrôlable quand Ellie déclenche par accident une explosion de mousse à l'intérieur de la maison, prévue à l'origine pour le jardin. Pendant ce temps, Katie n'a plus de batterie pour appeler ses frère et sœur, elle perd son téléphone et panique. Allison, elle, s'est précipitée au festival pour retrouver sa fille, mais ne la trouve pas. Avec l'aide de la chanteuse H.E.R. qui se produit sur scène, elle réussit à la localiser dans la foule et elles se réconcilient. H.E.R. est émue par ses retrouvailles et les invite sur scène pour une chanson. Carlos, quant à lui, arrive à la maison et fait enfin preuve de discipline. Il oblige les enfants à arrêter la fête, à tout ranger et nettoyer le bazar. Alors que le Yes Day touche à sa fin, Ellie a une dernière requête, passer la soirée simplement en famille. Ils jouent donc à des jeux de société sous une tente dans le jardin, alors que la bombe de mousse de Nando (qui a été jetée dans les toilettes) commence à envahir la maison.
Dans une scène post-générique, la famille Torres et d'autres joueurs bombardent M. Deacon, qui faisait auparavant office d'arbitre, avec des ballons remplis de Kool-Aid sur le terrain de la compétition de capture de drapeaux, pour se venger d'avoir eu l'idée du Yes Day en premier lieu.

## Fiche technique
- Titre : Yes Day (littéralement « Jour du oui »)
- Réalisation : Miguel Arteta
- Scénario : Justin Malen, d'après le livre éponyme de Tom Lichtenheld et Amy Krouse Rosenthal (en)
- Musique : Michael Andrews
- Photographie : Terry Stacey
- Montage : Jay Deuby
- Production : Ben Everard, Jennifer Garner, Lawrence Grey (en), Nicole King et Daniel Rappaport
- Pays d'origine :  États-Unis
- Langues originale : anglais et espagnol
- Genre : comédie
- Format : couleurs
- Durée : 86 minutes
- Date de sortie :
  -  Mondial : 12 mars 2021 sur Netflix

## Distribution
- Jennifer Garner (VF : Laura Blanc) : Allison Torres
- Édgar Ramírez (VF : Anatole de Bodinat) : Carlos Torres
- Jenna Ortega (VF : Emmylou Homs) : Katie Torres
- Julian Lerner (VF : Aloïs Agaësse) : Nando Torres
- Everly Carganilla (VF : Cerise Vaubien) : Ellie Torres
- June Diane Raphael : Aurora Peterson
- Fortune Feimster (VF : Julia Boutteville) : Jean, la secouriste
- Nat Faxon (VF : Pierre Tessier) : M. Deacon
- Arturo Castro (VF : Emmanuel Garijo) : l'agent de police Jones
- H.E.R. (VF : Déborah Claude) : elle-même
- Molly Sims : responsable du recrutement
- Tracie Thoms : Billie, organisatrice du concert
- Megan Stott : Layla
- Yimmy Yim : Tara
- Snowden Grey : Hayley Peterson
- Graham Phillips : Brian
- Leonardo Nam : M. Chan
- Hayden Szeto (en) : l'agent de police Chang

## Version française
- Société de doublage : Cinephase
- Direction artistique : Pauline Brunel
- Adaptation des dialogues : Sandra Dumontier

## Production
En septembre 2018, la presse annonce que Jennifer Garner rejoint la distribution du film, avec Miguel Arteta comme réalisateur, sur un scénario de Justin Malen, distribué par Netflix.
En octobre 2019, ce sont Jenna Ortega,Édgar Ramírez et Julian Lerner qui rejoignent la distribution du film,. En avril 2020, Megan Stott annonce qu'elle rejoint le casting du film.

Le tournage commence en novembre 2019 à Los Angeles,.

## Réception

### Audimat
La semaine suivant la sortie du film sur la platforme le 12 mars 2021, Netflix annonce que le film a été vu par 53 millions de foyers. Un mois plus tard, en avril 2021, l'audience monte à 62 millions de foyers,.

### Critique
Sur le site web Rotten Tomatoes, le film obtient un taux d'approbation de 50 % sur la base de 62 avis, avec une note moyenne de 5/10. De l'avis général des critiques du site, « Yes Day ne tire pas pleinement parti de son postulat de départ, visant un divertissement familial, mais se contentant d'un résultat médiocre et inoffensif »." Sur Metacritic, le film a une note moyenne de 46 sur 100 basée sur 14 critiques, qualifiées d'« avis mitigés ou moyens ».

### Récompenses
| Année | Prix          | Catégorie                        | Lauréat(s)   | Résultat   | Modèle:Ref heading |
| ----- | ------------- | -------------------------------- | ------------ | ---------- | ------------------ |
| 2021  | Imagen Awards | Meilleure Actrice (long métrage) | Jenna Ortega | Nomination | [ 12 ]             |

## Suite
En juillet 2021, il est annoncé qu'une suite était en cours de développement.